# Вакцина Johnson & Johnson против COVID-19
Вакцина Johnson & Johnson против COVID-19 (Ad26.COV2.S, JNJ-78436735) — векторная вакцина против COVID-19 на основе аденовируса человека, разработанная компанией Johnson & Johnson совместно с Janssen-Cilag International N.V., вводимая внутримышечно.
1 декабря 2020 года комитет EMA по лекарствам для человека (CHMP) начал непрерывный обзор исследований вакцины Ad26.COV2.S на людях. Решение CHMP о начале непрерывного обзора основано на предварительных результатах лабораторных исследований и ранних клинических исследований на взрослых. Эти исследования показывают, что вакцина вызывает выработку антител и иммунных клеток, нацеленных на коронавирус SARS-CoV-2. EMA оценит соответствие вакцины обычным стандартам эффективности, безопасности и качества. Хотя EMA не может предсказать общие сроки, для оценки возможности применения вакцины должно уйти меньше времени, чем обычно, из-за работы, проделанной во время непрерывного обзора.
Результаты клинических испытаний фаз 1/2а опубликованы в сентябре 2020 года. По данным клинического исследования 3-й фазы, эффективность данной вакцины на юге Африки на 15% ниже, чем в США (57% и 72% соответственно); разница, вероятно, связана с распространённостью штамма 501.V2 в ЮАР.

## Фармакология
Вакцина получена биотехнологическим путём, при котором не используется патогенный для человека коронавирус SARS-CoV-2. Это векторная вакцина, основанная на технологии, аналогичной Спутнику V и вакцины AstraZeneca против COVID-19, использующая нереплицирующийся генетически модифицированный рекомбинантный аденовирусный вектор на основе аденовируса человека 26 серотипа (rAd26), несущий ген S-белка вируса SARS-CoV-2 тяжёлого острого респираторного синдрома в стабилизированной конформации.

## Влияние
Учитывая, что вакцина J&J представляет собой однократную дозу и имеет более низкую стоимость по сравнению с аналогами, ожидается, что вакцина будет играть важную роль в странах с низким и средним уровнем доходов. При более низких затратах, меньших требованиях к хранению и распространению по сравнению с вакцинами COVID-19 от Pfizer и Moderna вакцину J&J будет легче транспортировать, хранить и вводить.
Министр здравоохранения ЮАР Звели Мхизе сообщил 9 февраля 2021 года, что страна продаст или обменяет один миллион доз вакцины AstraZeneca. 17 февраля ЮАР начала вакцинацию Ad26.COV2.S.

## Побочные действия вакцины
Отмечался один из побочных эффектов вакцины у 74-летнего пожилого американца Ричарда Террелла из штата Вирджиния в виде сыпи на теле, которая быстро распространилась по всему телу с последующим облезанием кожи.
В США после шести случаев тромбозов Управление по санитарному надзору за качеством пищевых продуктов и медикаментов (FDA) и Центр по контролю и распространению заболеваний (CDC) рекомендовали приостановить вакцинацию препаратом Johnson & Johnson.
С 10 апреля 2021 года вакцина компаний Johnson & Johnson и Janssen Pharmaceutica повторно проходит проверку на возможные побочные эффекты.
Дания отказалась использовать препарат J&J в вакцинации против COVID-19 из-за случаев тромбоза после вакцинации.

## Приостановка производства
Компания закрыла единственный завод по производству вакцины в Нидерландах в 2021 году . Известно, что компания занялась разработкой «экспериментальной, но потенциально более прибыльной» вакцины.